# Pío Baroja

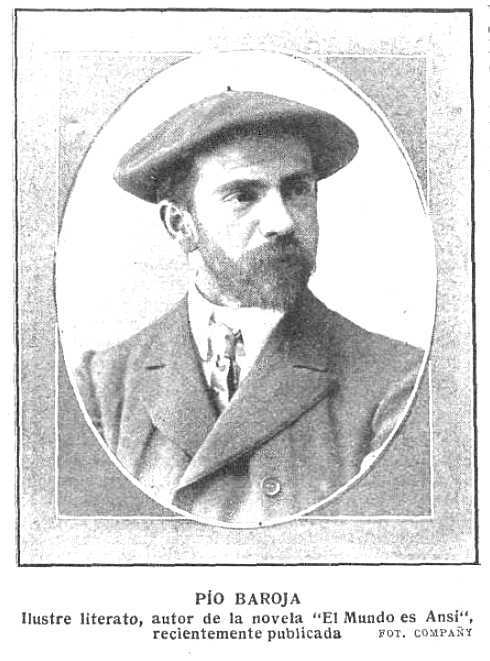
Pío Bajora um das Jahr 1912

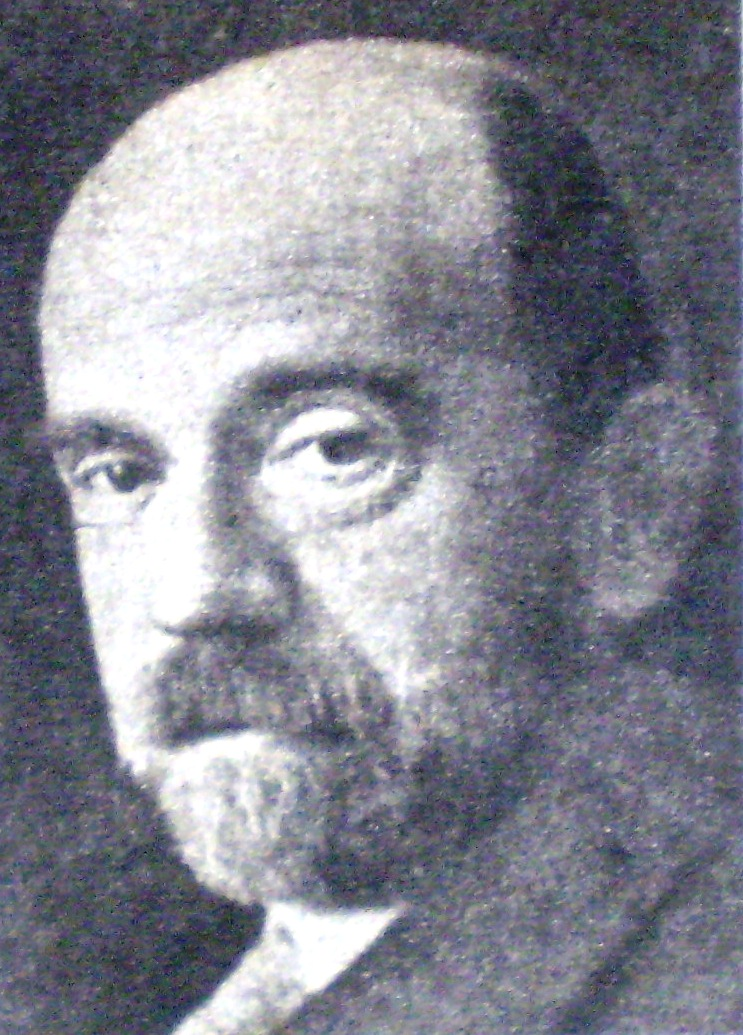
Pío Baroja

Pío Baroja y Nessi (* 28. Dezember 1872 in San Sebastián; † 30. Oktober 1956 in Madrid) war ein spanischer Schriftsteller und ein Vertreter der Generación del 98.

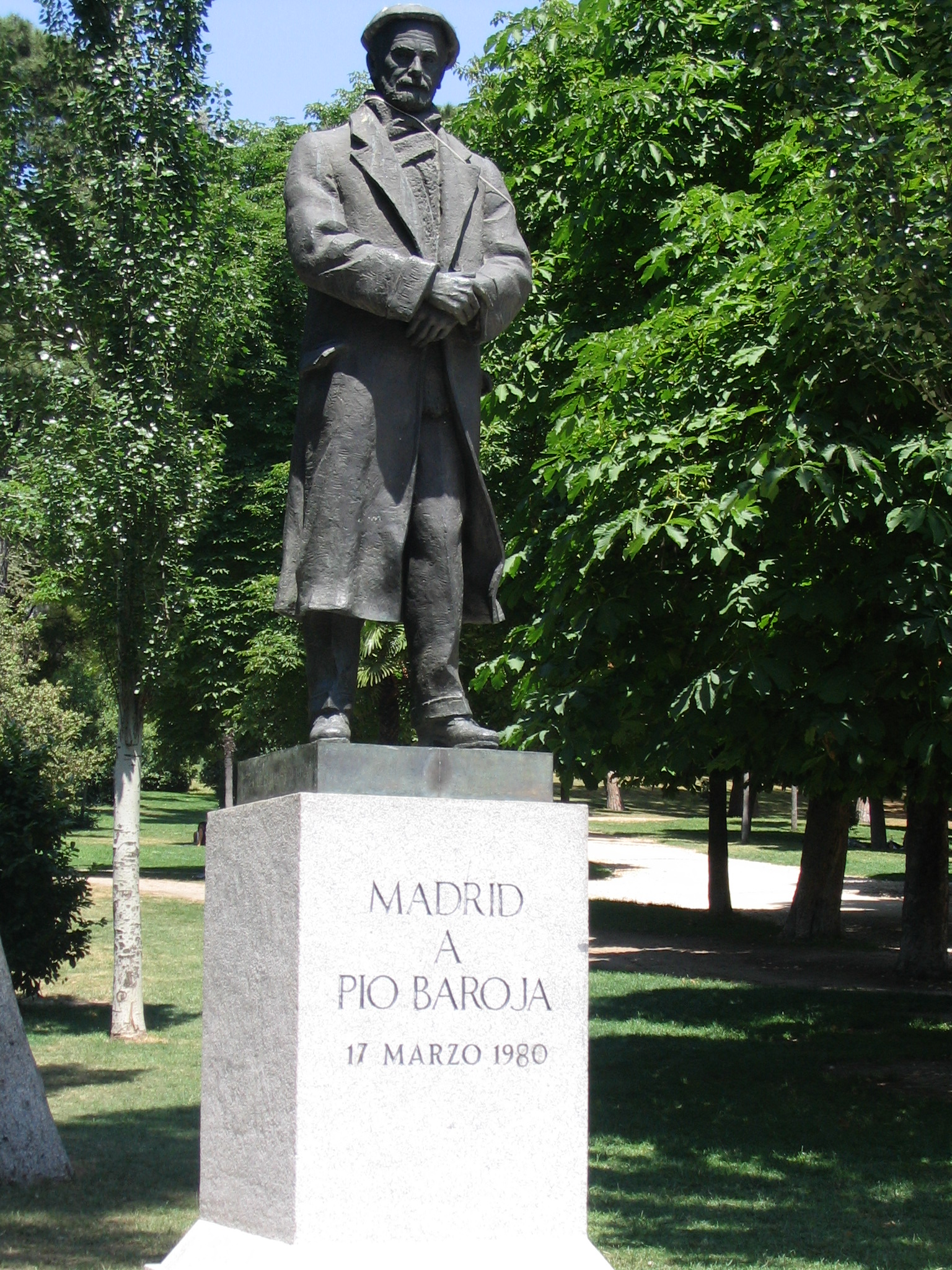
Das Denkmal für Pío Baroja im Parque del Buen Retiro in Madrid

## Leben
Pío Baroja y Nessi war der Sohn des Bergwerkingenieurs Serafin Baroja (1840–1912), der baskischer Herkunft war, und von Carmen Nessi y Goñi (1849–1935), die aus der Lombardei stammte. In dieser „Herkunftsmischung“ sucht Baroja oft den Grund für seinen inneren Zwiespalt. Der Vater arbeitete damals für mehrere Zeitungen, er schrieb Gedichte und Aufsätze in spanischer wie in baskischer Sprache. Sein Vater beeinflusste das literarische Interesse seines Sohnes, doch redete Baroja selten über seinen Vater. Das Verhältnis zur Mutter sei viel inniger und stärker gewesen. Häufiges Umziehen aufgrund des Berufes des Vaters schob sich nach 1880 immer mehr in den Mittelpunkt. Das Herausgerissenwerden aus einem bekannten Kreis und das Hineingestelltwerden in einen neuen bestimmten nun sein Leben und verwehrten ihm jegliche Chance auf wahre, lange Freundschaften. Auch seine Schwester Carmen Baroja (1883–1950) und sein Bruder Ricardo Baroja (1871–1953) waren künstlerisch und schreibend tätig.
In Madrid verbrachte Pío Baroja y Nessi den Großteil seines Lebens. Am Instituto San Isidro in Madrid erreichte Pío im Alter von 15 Jahren sein „bachillerato“. 1887 begann er in Madrid Medizin zu studieren. Er besuchte im vierten Studienjahr die Pathologiekurse von José de Letamendi y Manjarrés (1828–1897), was seine kritische Haltung zum Kenntnisstand der Medizin verstärkte. Er hoffte aber insgeheim, in der Universität seinen Drang nach Erkenntnis und Wahrheit zu stillen. Das Studium der Medizin brachte nicht seinen gewünschten Erfolg; zweimal fiel er durch die Zwischenprüfung an der Facultad de San Carlos in Madrid.
Baroja wechselte seinen Studienort nach Valencia, wohin der Vater versetzt wurde. Verbittert vertiefte er sich in sein Studium und legte 1893 die Abschlussprüfung an der Universität Valencia ab. Mit einer „psychophysischen“ Studie über den Schmerz erlangt er seinen Doktorgrad. Die Studie wurde allerdings mehr durch Theorien als durch experimentelle Grundlagen gestützt und warf im Allgemeinen einen pessimistischen Blick Barojas auf das Leben, ähnlich wie Schopenhauer dies getan hatte. Besonders bezeichnend war die Erkenntnis in seiner Studie, dass das Leben im Normalzustand weder Lust noch Schmerz, sondern ein Gefühl der Gleichgültigkeit auslöse.
Nach dem Examen betätigte sich Baroja seit dem Jahre 1894 als Amtsarzt (médico de pueblo) im kleinen Städtchen Cestona in der Provinz Gipuzkoa im Baskenland. Zu jener Zeit entstanden seine ersten Erzählungen, mit denen er versuchte, Land und Leute der baskischen Heimat einer breiten Masse bekannt zu machen. Sein dortiger Aufenthalt war kurz, er begleitete seinen Vater und nach andauernder Stellungslosigkeit versuchte er sich zusammen mit Bruder Ricardo in Madrid mit einer geerbten Bäckerei, bei welcher sich erst nach einiger Zeit der Erfolg einstellte.
Pío Baroja y Nessi gehörte zu den berühmten Mitgliedern der „Generación del 1898“, eine Bezeichnung, die auf José Martínez Ruiz zurückging. Die Konsequenzen aus dem Spanisch-Amerikanischen Krieg, welcher vielfach als nationale Erschütterung erlebt wurde, führten zu einer angespannten sozialen und politische Situation im Königreich Spanien.
Die Generación del 1898 trat in dieser Zeit für eine politische Neubesinnung des Landes ein, verbunden mit einer Ablehnung der jüngsten Vergangenheit und den Vorstellungen über traditionelle Kunst, Ideale, Moral und die Politik. Die Novellensammlung „Vidas Sombrías“ wurde im Jahre 1900 seine erste Veröffentlichung, allerdings mit geringem Erfolg. Hier verband sich scharfe Beobachtungsgabe mit feiner seelischer Empfindsamkeit. Wenig später wurden er und José Martínez Ruiz (mit Künstlernamen „Azorín“) einander vorgestellt; um die beiden versammelte sich eine Gruppe junger Intellektueller, die sich vom vorherigen schematischen Spanienbild lösen wollten. Dort fand sich der Schweizer Paul Schmitz wieder, der Baroja weitgehend in die Ideen und Denkweisen Nietzsches einführte, welcher ihn fortan neben Schopenhauer prägte.
In den nächsten Jahren gründete er verschiedene Zeitschriften bzw. er arbeitete an ihnen mit, wie z. B. „El Globo“ oder „Juventud“, welche nationale Wiedergeburt, demokratische Strukturen, Sozialismus und Lehren des politischen Anarchismus widerspiegelten. Erst im Jahre 1902 gelang Baroja der schriftstellerische Durchbruch mit dem Roman „Camino de Perfección“, der stellvertretend für das Ringen seiner Generation stand. Pío war ein leidenschaftlicher Reisender, der seine gewonnenen Eindrücke in vielen seiner Romane einarbeitete. Beeindruckt war er ebenfalls von Deutschland, dessen Geistesleben er führend in der europäischen Gemeinschaft sah. Politisch trat er nicht gern hervor; ihm schien es ein zu schmutziges Geschäft und doch war er ein offensichtlicher Gegner der Diktatur Primo de Riveras.
In Pío Barojas Abenteuerromanen findet die Sehnsucht nach dem Heldischen einen starken Ausdruck. In seinem Werk werden Probleme von Spaniern reflektiert, die seit dem Jahre 1898 mit sich um die neue Gestalt ihres Landes ringen. Ein typischer Bildungsroman ist der Roman El árbol de la ciencia (1911) mit einer pessimistischen Grundhaltung und stark autobiografischen Einlassungen, vertreten durch die Romanfigur des „Andrés Hurtados“. Helmut Demuth schreibt, Baroja handele eigentlich immer von sich und teile seine Bücher in zwei Gruppen: „unos, los he escrito con más trabajo que gusto; otros, los he escrito con más gusto que trabajo“ (die einen schrieb er mit mehr Arbeit als Vergnügen, die anderen schrieb er mit mehr Vergnügen als Arbeit).
Während des Spanischen Bürgerkriegs lebte er, wie viele Intellektuelle und Autoren seiner Zeit, in Frankreich.
Er war von 1935 bis 1956 Mitglied der Real Academia Española (Sillón a).
Am 30. Oktober 1956, im Alter von 83 Jahren, starb Pío Baroja y Nessi in Madrid. Seine Schwester Carmen war im Jahre 1949 gestorben und sein Bruder Ricardo im Jahre 1953.

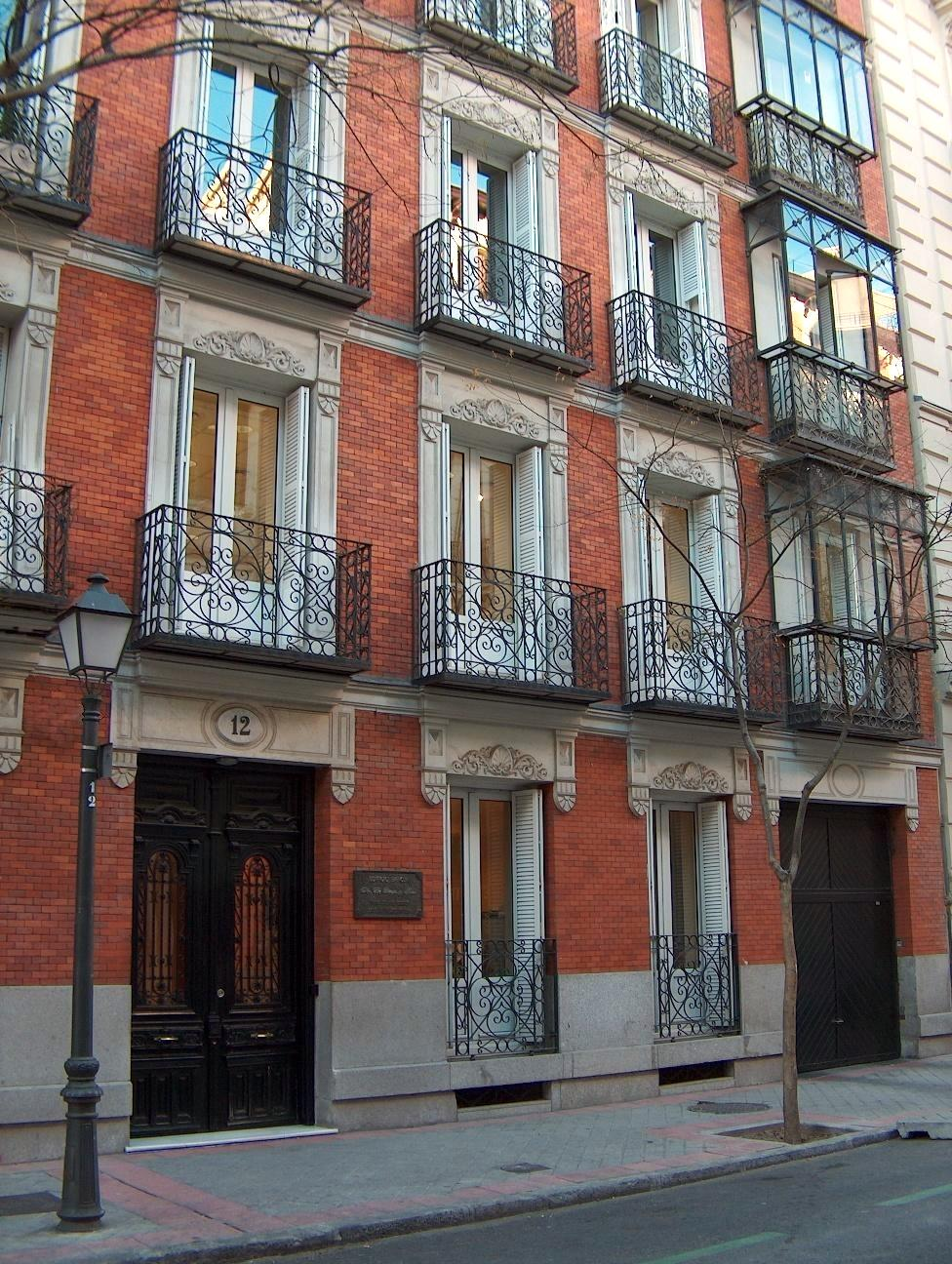
Ruiz de Alarcón, 12, sein letzter Wohnsitz in Madrid.

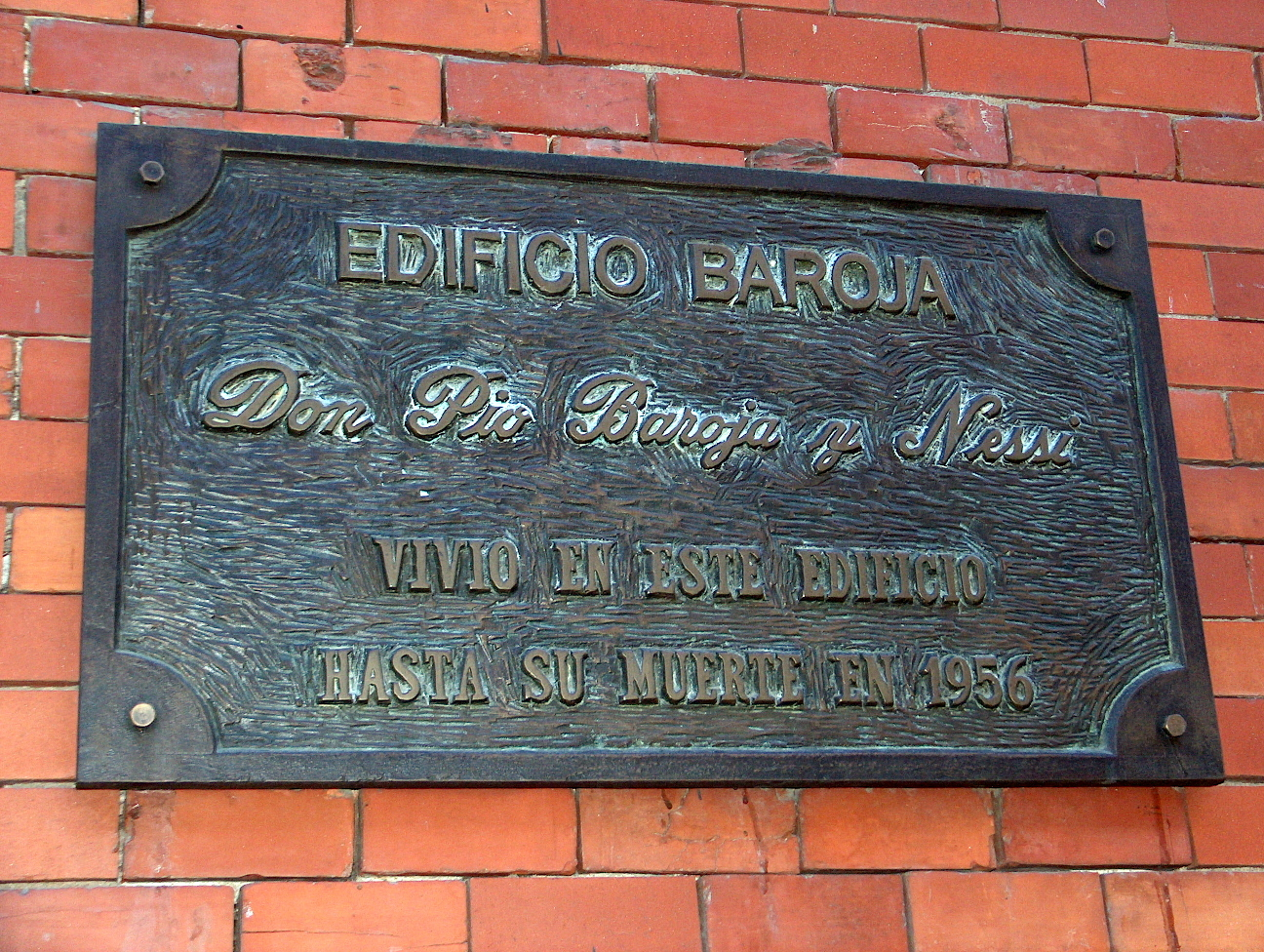
Eine Gedenktafel «Edificio Baroja», Ruiz de Alarcón, 12.

## Werke (Auswahl)
- La casa de Aizgorri. 1900.
- Aventuras, inventos y mixtificaciones de Silvestre Paradox. 1901.
- Camino de perfección. (pasión mística) 1901.
- El mayorazgo de Labraz. 1903.
  - Der Majoratsherr von Labraz : Roman. Übersetzung Albert Haas. München : Müller, 1918
- La busca. 1904.
- Mala hierba. 1904.
- Aurora roja. 1904.
  - Spanische Trilogie (Irrende Jugend, Das Giftkraut, Morgenrot). Übersetzung Adolf Guggenheim. Büchergilde Gutenberg, Zürich 1948
- Paradox rey. 1906.
- La feria de los discretos 1905
  - Der Jahrmarkt der Gescheiten. Übersetzung Elisabeth Wacker. Th. Knaur Nachf., Berlin 1927
- Zalacaín el aventurero. 1908.
  - Zalacain der Abenteurer. Übersetzung Wilhelm Pferdekamp. Paul List, Leipzig 1943
- La dama errante. 1908.
- La ciudad de la niebla. 1909.
  - London, Stadt des Nebels. Übersetzung Mario Spiro. München : Müller, 1918
- César o nada. 1910.
- El árbol de la ciencia. 1911.
  - Der Baum der Erkenntnis. Übersetzung Wolfgang Halm. Winkler, München 1963
  - Der Baum der Erkenntnis. Übersetzung Wolfgang Halm. Herder, Freiburg 1991, ISBN 3-451-22485-2
- Las inquietudes de Shanti Andía. 1911.
  - Shanti, der Ruhelose. Übersetzung Ina Reiss. Nachwort Hans Hinterhäuser. Insel Verlag, Frankfurt am Main 1961
- El mundo es ansí. 1912.
- La sensualidad pervertida: ensayos amorosos de un hombre ingenuo en una época de decadencia. 1920.
- La leyenda de Jaun de Alzate. 1922.
- El laberinto de las sirenas. 1923.
- El gran torbellino del mundo. 1926.
- Las veleidades de la fortuna. 1927.
- Los pilotos de altura. 1929.
- La estrella del capitán Chimista. 1930.
- La familia de Errotacho. 1932.
- El cabo de las tormentas. 1932.
- Los visionarios. 1932.
- Las noches del Buen Retiro. 1934.
- El cura de Monleón. 1936.
- Locuras de carnaval. 1937.
- Los amores tardíos. 1942.
- MEMORIAS. Madrid, Ediciones Minotauro, 1955.
- Canciones del suburbio, 1944; Madrid : Cátedra, 2022, edición de Manuel García, ISBN 978-84-376-4515-5
- Familia, infancia y juventud : Memorias, Madrid : Ediciones Cátedra, 2022, ISBN 978-84-376-4514-8